# Valentina Monetta
Valentina Monetta (San Marino, 1 maart 1975) is een San Marinees zangeres.

## Biografie
Monetta begon haar muzikale carrière in 2002, met haar eerste single, Sharp. Pas in 2011 bracht ze haar eerste album uit. Monetta werd bekend met name dankzij haar vier deelnames aan het Eurovisiesongfestival.

## Eurovisiesongfestival
Drie opeenvolgende jaren deed Monetta inmiddels mee aan het Eurovisiesongfestval. Slechts drie andere deelnemers kunnen hetzelfde zeggen: Udo Jürgens, Corry Brokken en Lys Assia.

### Eurovisiesongfestival 2012
In 2012 werd Monetta door de San Marinese openbare omroep gekozen om haar land te vertegenwoordigen op het Eurovisiesongfestival 2012, in de Azerbeidzjaanse hoofdstad Bakoe. Ze kwam niet verder dan de halve finale, waar ze veertiende werd. met het nummer The social network song (oh oh - uh - oh oh).

### Eurovisiesongfestival 2013
Op 30 januari 2013 werd bekend dat ze voor de tweede maal op rij zou deelnemen aan het Eurovisiesongfestival, ditmaal met het Italiaanstalige Crisalide, wat vooraf een van de favorieten was om te winnen, maar ook met dit nummer behaalde zij geen finaleplaats; het werd een (op de drempel) elfde plek, wat één plaats te laag is voor kwalificatie naar de finale toe.

### Eurovisiesongfestival 2014
In 2014 deed Monetta wederom mee aan het festival, ditmaal in Kopenhagen, met het nummer Maybe. Monetta werd hier nu wel (voor de eerste keer in de Eurovisiegeschiedenis van San Marino) gekwalificeerd voor de finale. Ze eindigde op de 24ste plaats in de finale met 14 punten.

### Eurovisiesongfestival 2017
Ook in 2017 mocht Monetta San Marino vertegenwoordigen op het Eurovisiesongfestival, ditmaal samen met Jimmie Wilson. Hiermee evenaart ze het record van de Belg Fud Leclerc en de Zwitserse groep Peter, Sue & Marc, die ook vier keer deelnamen aan het Eurovisiesongfestival. Het duo geraakte niet voorbij de halve finale, waar ze als laatste eindigden met 1 punt.
2008: Miodio · 
2011: Senit · 
2012: Valentina Monetta · 
2013: Valentina Monetta · 
2014: Valentina Monetta · 
2015: Michele Perniola & Anita Simoncini · 
2016: Serhat · 
2017: Valentina Monetta & Jimmie Wilson · 
2018: Jessika feat. Jenifer Brening · 
2019: Serhat · 
2021: Senhit feat. Flo Rida · 
2022: Achille Lauro · 
2023: Piqued Jacks · 
2024: Megara · 
2025: Gabry Ponte
- Gemeinsame Normdatei: 1064186114
- International Standard Name Identifier: 0000 0004 6158 7626
- MusicBrainz: be1c85df-33ee-4694-acea-400517384be2
- Istituto Centrale per il Catalogo Unico: DDSV330692
- Virtual International Authority File: 313259472
- WorldCat: E39PBJfrKM3j96PJfGPqQMXcfq